# Parada (Alfândega da Fé)
Parada era una freguesia portuguesa del municipio de Alfândega da Fé, distrito de Braganza.

## Localización
Situada en la parte sudoriental del municipio, limitando con la freguesia de Mogadouro.

## Historia
Fue suprimida el 28 de enero  de 2013, en aplicación de una resolución de la Asamblea de la República portuguesa promulgada el 16 de enero de 2013 al unirse con la freguesia de Sendim da Ribeira, formando la nueva freguesia de Parada e Sendim da Ribeira.

## Patrimonio
En el territorio de la antigua freguesia se encuentran el santuario de Santo Antão da Barca y el castillo de Marruça.